# Mollisquama parini
Fickhaj Mollisquama parini är en hajart som har blivit känd för sitt underliga utseende. Bakom bröstfenorna i höjd med bröstfenans bas finns en ficka i kroppen med en springa. Fickhajen har körtlar som utsöndrar ett biolumniscent sekret. Fickhajen beskrevs av Vladimir Nikolaevich Dolganov 1984. Fickhajen ingår i släktet Mollisquama och familjen Dalatiidae. IUCN kategoriserar arten globalt som otillräckligt studerad. Inga underarter finns listade i Catalogue of Life.
Arten har endast observerats två gånger. Första exemplaret observerades utanför Peru 1979 och det senaste 2010 utanför Louisianas kust. Hajen har observerats vara mellan 14 och 43 cm lång
.